# Edgar Augustus Jerome Johnson
Edgar Augustus Jerome Johnson (1900 – 1972) è stato un economista statunitense, docente di storia economica presso l'Università Johns Hopkins.

## Opere
- (EN) American Economic Thought in the Seventeenth Century, New York, Russell & Russell, 1961.
- (EN) Predecessors of Adam Smith, collana Reprints of Economic Classics, New York, Augustus M. Kelley, 1965  [1937].
- (EN) American Imperialism in the Image of Peer Gynt, University of Minnesota Press, 1971, ISBN 9780816657964.